# Пролетери свих земаља, уједините се!
„Пролетери свих земаља, уједините се!“ је једна од најпознатијих комунистичких парола, који се први пут појавила у „Комунистичком манифесту“ Карла Маркса и Фридриха Енгелса из 1848. године. 
Овај слоган био је државно гесло Савеза Совјетских Социјалистичких Република (рус. Пролетарии всех стран, соединяйтесь!), а био је присутан на свим грбовима совјетских република и њихових аутономних јединица, те на насловницама већине совјетских новинских гласила. Ово је био популаран узвик на Другом конгресу Коминтерне 1920. године. Лењинова варијација на слоган била је “Радници и угњетени народи и нације свих земаља, уједините се!”. 
Неке социјалистичке и комунистичке партије га и даље користе за своје гесло. Уобичајено је и његово узвикивање током радничких штрајкова и протеста.
На многим заставама Комунистичких партија, укључиво и СКЈ, тај слоган је био и исписан. 